# Tuluata
Tuluata ist eine osttimoresische Aldeia im Suco Bobonaro (Verwaltungsamt Bobonaro, Gemeinde Bobonaro). 2015 lebten in der Aldeia 496 Menschen.

## Geographie
Tuluata nimmt die gesamte östliche Hälfte des Sucos Bobonaro ein. Westlich befindet sich die Aldeia Lactil. Im Norden grenzt Tuluata an die Sucos Malilait und Lourba, im Osten an den Suco Lepo, im Südosten an den Suco Lour und im Süden an den Suco Ai-Assa. Von Nord nach Süd durchfließt der Loumea das Zentrum der Aldeia. Westlich des Flusses dominieren zwei Bergrücken, die zum Loumea führen, getrennt durch ein Tal. Auf jedem Höhenzug führen Straßen entlang und verbinden die Siedlungen auf dem Bergrücken. Auf dem südlichen Berg befindet sich das Dorf Tuluata, hinter dem im Osten die Bergstraße bald endet. Auf dem nördlichen Bergrücken liegen von West nach Ost die Siedlungen Holital, Kulumba und Bok (Hok). Hier führt eine Seitenstraße den Berg hinab zum Loumea, überquert diesen über einen Furt und führt in den Südosten von Tuluata, wo sich die Dörfer Lalebol und Maucugum befinden.
Südlich von Maucugum steht eine Grundschule.

## Politik
2023 wurde Leonito Da Silva zum Chefe de Aldeia gewählt.